# 코펜하겐 카우보이
《코펜하겐 카우보이》(영어: Copenhagen Cowboy)는 넷플릭스에서 2023년 1월 공개된 덴마크의 누아르 스릴러 드라마이다. 영화 감독 니콜라스 빈딩 레픈이 기획연출각본을 맡았으며, 2005년 영화 《푸셔 3》 이후 그가 처음으로 맡는 덴마크어 작품이다.